# Гордана Глид
Гордана Стојановић Глид (Бихаћ, 1936). текстилни дизајнер и таписееристкиња, која интензивно ради и своја уметничка дела излаже од 1968. године. Ка члан УЛУПУДС-а излагала је на двадесетак самосталник и више од 90 колективних излижбе. Добитница је бројних награда, од којих је најзначајнија Награда УЛУПУДС-а за животно дело.

## Живот и каријера
Рођена је у Бихаћу, 1936. године. Средњу школу завршила је у Бањој Луци. Дизајнер је текстила, а бави се и ткањем текстила и израдом таписерија од 1968. године. Била је ангажована у дизајнирању текстила за неколико представа београдских позоришта и на београдској телевизији. Израдила је бројне таписерије у сарадњи са архитектама, у оквиру организације јавних простора. Непрестано сарађује са многим модним кућама у Србији и иностранству.
На стручном усавршавању у Единбургу и Лондону, боравила је 1974. године, као стипендиста Фонда Моша Пијаде,
Учесница је и више студијских путовања у: Југославији, Италији, Мађарској, Аустрији, Немачкој, Шпанији, Израелу, Енглеској, Шкотској, Либији и Француској.
Члан је УЛУПУДС-а од 1972. године. Живи и ради у Београду као слободни уметник.

## Ликовно стваралаштво
Своја уметничка дела излагала је на 17 самосталних и на више од 90 групних изложби у Србији и иностранству.

## Награде
Гордана Стојановић Глид, је добитник бројних награда, укључујући:
- Награду Музеја примењене уметности у Београду,
- Награде за таписеријску минијатуру на четвртом бијеналу минијатуре у Горњем Милановцу,
- Награда Октобарског салона у Београду,
- Награда УЛУПУДС-а за животно дело (1997).